# Монеты евро Мальты
Мальтийские монеты евро — современные денежные знаки Мальты. Страна приняла евро в качестве своей официальной валюты с 1 января 2008 года.
Выбор дизайна национальной стороны происходил с участием общественности. Первый тур обсуждения начался 14 января 2006 года и закончился 29 января 2006 года; в этот период обсуждались 12 вариантов дизайна, делившиеся на 4 темы, по три варианта на тему: первобытная Мальта, Ренессанс в Мальте, мальтийская самобытность и мальтийский архипелаг. По его результатам первое место заняло «Крещение Христа в Соборе Святого Иоанна» (3498 голосов), герб Мальты (2742 голоса) и храмовый алтарь Мнайдры (1872 голоса). Ещё один вариант, крепость Святого Анджело, получил 2037 голосов, но не был включён в список победителей, так как другая номинация по той же теме, «Крещение Христа в Соборе Святого Иоанна», набрала больше голосов.
Во втором туре выборов, прошедшем с 29 мая до 9 июня 2006 года, было предложено выбрать окончательный макет по каждой из тем. По результатам тура победили: мальтийский крест, мальтийский герб и храм. Окончательный выпуск монет Центральным банком Мальты состоялся 19 февраля 2007 года. 23 октября 2007 года официальные образцы были опубликованы в Официальном журнале Европейского совета.

## Дизайн национальной стороны
| 0,01 €            | 0,02 € | 0,05 €                      |
| ----------------- | ------ | --------------------------- |
|                   |        |                             |
| Мальтийский храм  |        |                             |
| 0,10 €            | 0,20 € | 0,50 €                      |
|                   |        |                             |
| Герб Мальты       |        |                             |
| 1,00 €            | 2,00 € | По гурту двухевровой монеты |
|                   |        |                             |
| Мальтийский крест |        |                             |

## Тираж
| Номинал                                                                                      | €0,01      | €0,02      | €0,05      | €0,10      | €0,20      | €0,50      | €1,00      | €2,00      |
| -------------------------------------------------------------------------------------------- | ---------- | ---------- | ---------- | ---------- | ---------- | ---------- | ---------- | ---------- |
| 2008                                                                                         | 15 040 000 | 36 040 000 | 34 040 000 | 41 040 000 | 40 040 000 | 15 040 000 | 14 040 000 | 10 040 000 |
| 2009                                                                                         | —          | —          | —          | —          | —          | —          | —          | —          |
| 2010                                                                                         | —          | —          | —          | —          | —          | —          | —          | 2 000 000  |
| 2011                                                                                         | 50 000     | 50 000     | 50 000     | 50 000     | 50 000     | 50 000     | 50 000     | 50 000     |
| 2012                                                                                         | 51 000     | 51 000     | 51 000     | 51 000     | 51 000     | 51 000     | 51 000     | 51 000     |
| 2013                                                                                         | 11 035 000 | 7 535 000  | 10 035 000 | 35 000     | 35 000     | 3 035 000  | 35 000     | 3 695 250  |
| 2014                                                                                         | 25 000     | 25 000     | 25 000     | 25 000     | 25 000     | 25 000     | 25 000     | 25 000     |
| 2015                                                                                         | 30 000     | 3 130 000  | 12 030 000 | 30 000     | 30 000     | 30 000     | 30 000     | 30 000     |
| 2016                                                                                         | 280 000    | 280 000    | 280 000    | 230 000    | 230 000    | 230 000    | 155 000    | 155 000    |
| 2017                                                                                         | 25 000     | 25 000     | 25 000     | 25 000     | 25 000     | 25 000     | 25 000     | 25 000     |
| Выделены те тиражи монет, которые были эмитированы только в качестве чеканки BU и/или Proof. |            |            |            |            |            |            |            |            |

## Памятные монеты
| 2013 — Собственное правительство 1921 года |
| ------------------------------------------ |
|                                            |